# 極地 (電影)
《極地》（英語：Polar）是一部2019年美國、德國與加拿大合拍的新黑色動作驚悚片，改編自維克多·桑托斯創作、黑馬漫畫旗下的同名漫畫。由喬納斯·艾克朗執導，傑森·羅斯威爾（Jayson Rothwell）撰寫劇本，其主演包括麥斯·密克生、凡妮莎·哈金斯、凱瑟琳·溫妮柯和麥特·盧卡斯。該片定於2019年1月25日在Netflix上發行。

## 劇情
故事敘述一名殺手隱居於寒冷的郊區，以度過自己的退休生活。但貪心的雇主卻找來了一群年輕的新世代殺手打算將他斬草除根，而迫使他重拾武器準備大開殺戒。

## 演員
- 麥斯·密克生[2]飾演鄧肯·維茲拉／黑色凱薩（Duncan Vizla / The Black Kaiser）
- 凡妮莎·哈金斯[3]飾演卡蜜兒（Camille）
- 凱薩琳·溫妮克[3]飾演薇薇安（Vivian）
- 麥特·盧卡斯[3]飾演布朗（Blut）
- 露比·歐·菲飾演辛蒂（Sindy）
- 羅伯特·梅耶（英语：Robert Maillet）飾演卡爾（Karl）

## 製作
該片最初於2014年10月對外宣布，黑馬漫畫旗下的網路漫畫《極地》將被黑馬娛樂及影業改編成真人電影，同時也買下了傑森·羅斯威爾（Jayson Rothwell）撰寫的待售劇本。2017年10月，演員麥斯·密克生確認簽約出演。2018年2月，據報導，凡妮莎·哈金斯、凱薩琳·溫妮克與麥特·盧卡斯都已加入該片；且該片將由瑞典導演喬納斯·艾克朗執導、Netflix負責發行。
主要拍攝於2018年2月23日在加拿大多倫多開始進行，且也在安大略省奧羅諾取景。
2018年9月，喬爾·齊默曼（Joel Zimmerman，暱稱鼠來寶）宣布自己正為《極地》創作原創樂曲。

## 發行
《極地》定於2019年1月25日在Netflix上發行。

## 外部連結
- 互联网电影数据库（IMDb）上《極地》的资料（英文）
- 在Netflix上觀看《極地》